# Mycalesis injusta
Mycalesis injusta är en fjärilsart som beskrevs av Hans Daniel Johan Wallengren 1857. Mycalesis injusta ingår i släktet Mycalesis och familjen praktfjärilar. Inga underarter finns listade i Catalogue of Life.